# Đồng bạc Đông Dương
Đồng Đông Dương (tiếng Pháp: piastre) đơn vị tiền tệ người Pháp cho phát hành và lưu thông tại Đông Dương thuộc Pháp trong thời gian từ năm 1885 đến năm 1954.

## Đơn vị đếm và tên gọi của chúng
Tiền Đông Dương được chia thành các đơn vị piastre, cent/centime và sapèque. Một piastre bằng 100 cent. Một cent lại bằng 2-6 sapèque tùy theo triều đại. Theo tỷ lệ đó thì một đồng bạc Đông Dương có giá trị từ 200 đến 600 đồng tiền cổ truyền của người Việt. Mặt trước của các tờ tiền giấy hoặc tiền kim loại ghi bằng tiếng Pháp. Mặt sau ghi bằng chữ Hán, chữ Quốc ngữ, chữ Lào và chữ Khmer, song cũng có lúc chỉ ghi chữ Pháp.
Piastre phiên dịch sang chữ Hán thành 元 (nguyên); thông dụng gọi là đồng, hoặc đồng bạc hay thậm chí ngắn gọn là bạc (khi tiền Đông Dương còn theo chế độ bản vị bạc cho đến tháng 5 năm 1930), hoặc đồng vàng (khi tiền Đông Dương theo chế độ bản vị vàng từ tháng 5 năm 1930 về sau). Cent tức sou khi phiên âm sang chữ quốc ngữ thành xu. Người Việt Nam còn có thói quen gọi các tiền mệnh giá hàng chục xu trở lên là cắc (gọi chệch từ âm giác của chữ Hán 角). Về sau, người Pháp viết chính thức bằng chữ quốc ngữ là hào và bằng chữ Hán là 毛 (mao). Sapèque tục gọi là đồng kẽm hay đồng điếu là đơn vị có giá trị nhỏ nhất. 
Từ đó, ta có cách gọi và mệnh giá của đồng tiền Đông Dương như sau.
Mệnh giá lớn nhất Đồng Bạc/Đồng Vàng (Piastre) 1 Đồng có giá tầm 200 - 600 đồng tiền cổ Việt Nam. 
1 Đồng bạc bằng 100 Xu (Sou /Cent/Centime)
1 Cắc/Hào tương đương 10 Xu trở lên. 
1 Xu bằng 2 - 6 đồng kẽm/đồng điếu (Sapèque). Đây là đồng tiền có mệnh giá thấp nhất.

## Lịch sử

### Tiền kim loại

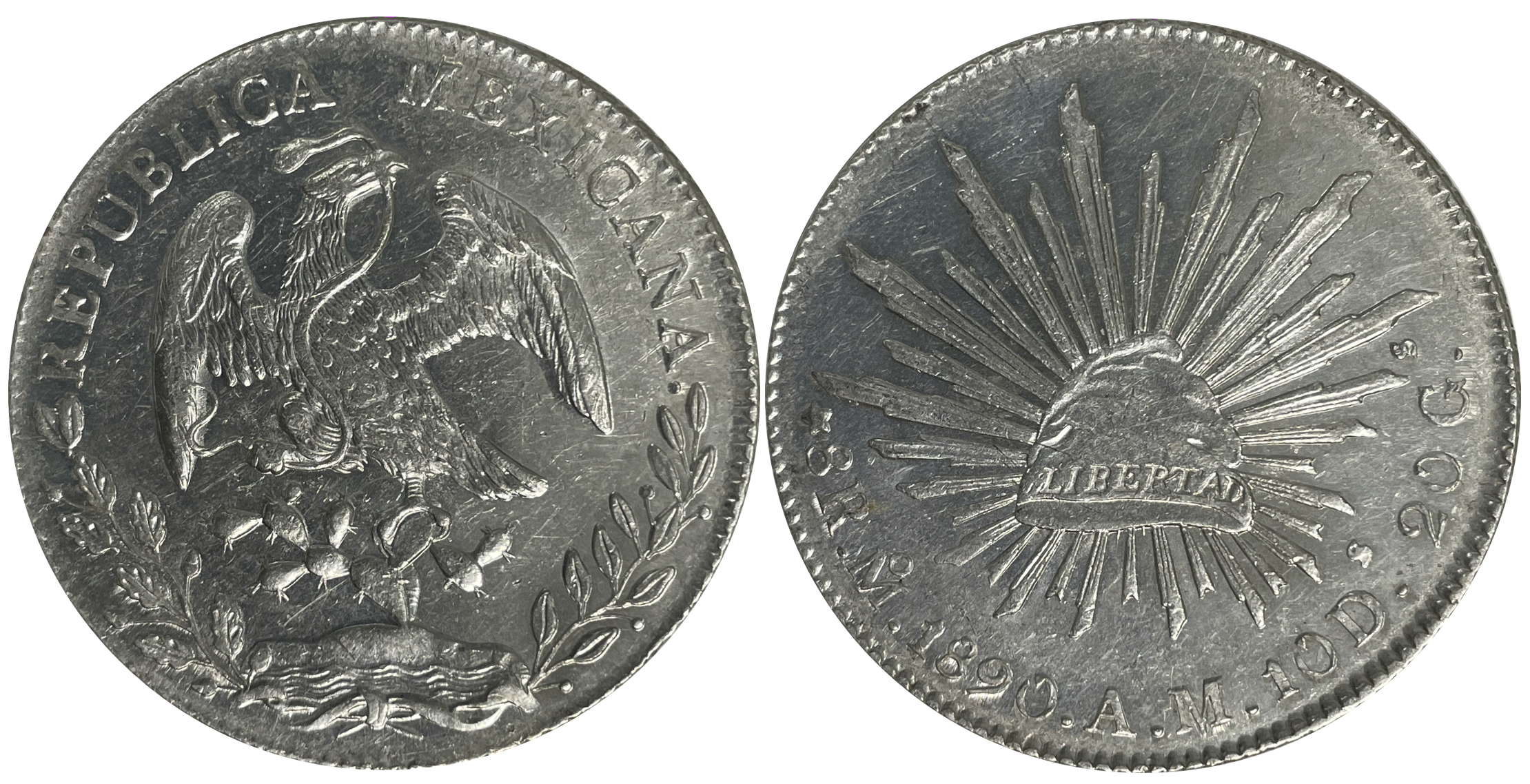
Xu bạc 8 reales Mexico, đúc năm 1890

Đồng bạc Đông Dương được phát hành để ổn định tình hình tiền tệ tại các xứ thuộc địa của Pháp. Ban đầu đồng Đông Dương mang giá trị tương đương với đồng peso Mexico, thường gọi là đồng hoa xòe, đồng con cò  hay đồng con ó khi đó đang được lưu hành rộng rãi trong khu vực. Đồng con cò trị giá 600 đồng tiền kẽm (tức đồng điếu), bằng giá với một quan tiền cổ truyền.
Để có đơn vị nhỏ hơn để tiêu dùng, chỉ vài năm sau khi chiếm được Nam Kỳ, người Pháp giao cho Ngân hàng Đông Dương nhiệm vụ đúc ra đồng centime, tức đồng 1 xu vào năm 1875, trị giá 5 đồng kẽm. Đồng centime hình tròn nhưng đục thêm một lỗ bầu dục ở giữa tương tự như loại tiền cũ của người Việt vì dân bản xứ quen lối xỏ dây xách đi thành một xâu. Năm 1879 thì thay thế đồng centime cũ bằng đồng cent mới, kích thước lớn hơn nhưng giữ tỷ lệ giá trị 5 đồng kẽm. Dân Việt gọi đồng cent đó là đồng xu lá bài hay đồng chiêm (gọi trại centime). Ngoài ra còn có những đồng 10 centimes, 20 centimes (tục gọi là đồng góc tư), 50 centimes (tục gọi là đồng ru-bi) và giá trị lớn nhất là 1 piastre tức $1. Thay vì đục lỗ ở giữa, những đồng tiền này xóa hẳn biểu tượng của cựu triều và thay thế bằng dòng chữ République française và Cochinchine française. Mặt kia có hình biểu tượng nước Pháp: Marianne. Người Việt quen dần gọi đồng bạc 1 piastre đầu tiên đó của Ngân hàng Đông Dương là bạc hoa xòe giống như đồng peso Mexico cũ vì phía sau Marianne có vầng hào quang tia sáng tỏa ra như cánh hoa. Đồng piastre với trọng lượng 27,125 gr này được lưu hành với mục đích dần loại bỏ tiền đồng con cò.

### Tiền giấy đầu tiên
Về tiền giấy thì tờ giấy bạc Đông Dương được lưu hành đầu tiên ở Nam kỳ. Sắc lệnh của Tổng thống Pháp ra ngày 5 tháng 7 năm 1881 đã quy định đồng bạc Đông Dương là đơn vị dùng trông việc giữ sổ sách cùng soạn ngân sách, và kể từ niên khóa 1882, mọi việc thu chi đều phải dùng đơn vị này.
Sau khi Pháp tiếp tục gây hấn ở Đông Dương và triều đình Huế phải chấp nhận Hòa ước Quý Mùi ngày 25 tháng 8 năm 1883 thì một đồng bạc Đông Dương được quyền lưu hành tự do ở cả hai xứ Trung kỳ và Bắc kỳ. Vì vậy vào cuối thế kỷ 19 ở Việt Nam, trên toàn quốc có ba loại tiền cùng lưu hành một lúc: tiền Việt Nam (tiền, quan tiền - tiền đồng, tiền kẽm), peso México, và đồng bạc Đông Dương. Dần dà những thể tiền cũ bị loại bỏ và riêng đồng Đông Dương chiếm vị thế duy nhất kể từ năm 1906 khi có lệnh hủy bỏ giá trị lưu hành pháp lý của đồng peso México.

### Giá trị
| Hối suất đồng bạc Đông Dương: franc Pháp | Hối suất đồng bạc Đông Dương: franc Pháp | Hối suất đồng bạc Đông Dương: franc Pháp | Hối suất đồng bạc Đông Dương: franc Pháp | Hối suất đồng bạc Đông Dương: franc Pháp | Hối suất đồng bạc Đông Dương: franc Pháp |
| 1885                                     | 1914                                     | 1920                                     | 1930                                     | 1945                                     | 1953                                     |
| ---------------------------------------- | ---------------------------------------- | ---------------------------------------- | ---------------------------------------- | ---------------------------------------- | ---------------------------------------- |
| 4,5                                      | 2,5                                      | 16,5                                     | 10                                       | 17                                       | 10                                       |

Mặt trước của đồng 5 piastre

Đồng bạc Đông Dương giữ bản vị bạc nhưng vì giá bạc dao động nên năm 1895 đồng $1 được đúc lại với trọng lượng giảm từ 27,215 gr xuống còn 27 gr chẵn. Năm 1920 giá trị của đồng bạc Đông Dương dựa vào đồng Franc Pháp. Bản vị bạc lại được phục hồi vào năm 1921 và giữ đến tháng 5 năm 1930 thì trở lại ràng buộc vào đồng Franc Pháp theo tỷ giá 1 đồng Đông Dương = 10 franc. Từ tháng 5 năm 1930 đến năm 1939, nó theo bản vị vàng. Trong thời kì Nhật chiếm đóng trong Chiến tranh thế giới lần thứ 2, tỷ giá với đồng yen Nhật là 0,976 đồng = 1 yen. Sau chiến tranh, tỷ giá với đồng franc Pháp lại được khôi phục. Tuy nhiên, tháng 12 năm 1945, để tránh sự mất giá của đồng franc, tỷ giá hối đoái đã bị thay đổi thành 1 đồng = 17 franc.
Năm 1946, "tiền cụ Hồ" được phát hành và được sử dụng ở vùng do Việt Minh kiểm soát song song với đồng bạc Đông Dương. Trong khi đó Viện Phát hành Quốc gia Việt, Miên, Lào (Institut d'Emission des Etats du Cambodge, du Laos et du Viet-Nam) thành lập năm 1951 bắt đầu cho lưu hành loại tiền tệ mới trong thời kỳ chuyển tiếp từ Liên bang Đông Dương sang ba nước riêng với đồng kip của Lào (1952), riel của Campuchia (1953), và đồng Quốc gia Việt Nam (1953) lần lượt phát hành và sử dụng song song với đồng bạc cũ. Tiền giấy thì có hai dạng: một kiểu chung cho cả ba nước Việt, Miên, Lào; kiểu kia là riêng cho mỗi nước. Tiền kim loại thì ngay từ khởi đầu đã đúc riêng cho mỗi xứ. Tỷ giá 1 đồng = 10 franc được khôi phục vào năm 1953. Tờ tiền giấy ghi 2 mệnh giá tiếp tục lưu hành cho đến năm 1955 tại Việt Nam Cộng hòa và Campuchia, và mãi đến năm 1957 tại Lào.

## Tiền kim loại

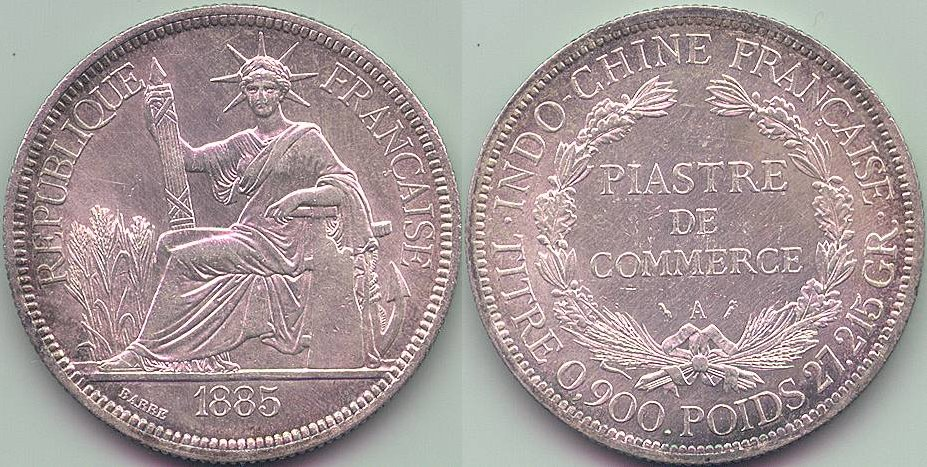
Piastre 1885

Năm 1885, tiền đồng trị giá 1 xu, tiền bằng bạc trị giá 10, 20, 50 xu, và 1 đồng được phát hành. Tiếp theo là các đồng trinh bằng đồng đục lỗ phát hành năm 1887. Năm 1895 các đồng xu bằng bạc bị giảm khối lượng, do giảm tỉ lệ tiền so với bạc. Từ năm 1896, đồng 1 xu cũng có lỗ. Năm 1923, phát hành đồng 5 xu bằng hợp kim cupro-nickel đục lỗ, tiếp theo là đồng nửa xu đục lỗ bằng đồng vào năm 1935.
Năm 1939, đồng nửa xu bằng kẽm và các loại đồng 10 và 20 xu bằng nickel và cupro-nickel được phát hành. Các đồng xu État Française được phát hành trong thời gian 1942 và 1944 với các mệnh giá ¼, 1 và 5 xu. Cả ba loại này đều có lỗ, đồng ¼ xu bằng kẽm, hai đồng kia bằng nhôm. Năm 1945, các đồng 10 và 20 xu bằng nhôm được phát hành, theo sau là các đồng 5 xu và 1 đồng bằng nhôm không đục lỗ. Những đồng tiền kim loại cuối cùng được phát hành dưới tên "Liên bang Đông Dương".
Những đồng tiền kim loại kip đầu tiên của Lào ra đời năm 1952, trong khi các đồng Việt Nam  và đồng riel Campuchia ra đời năm 1953.

## Tiền giấy

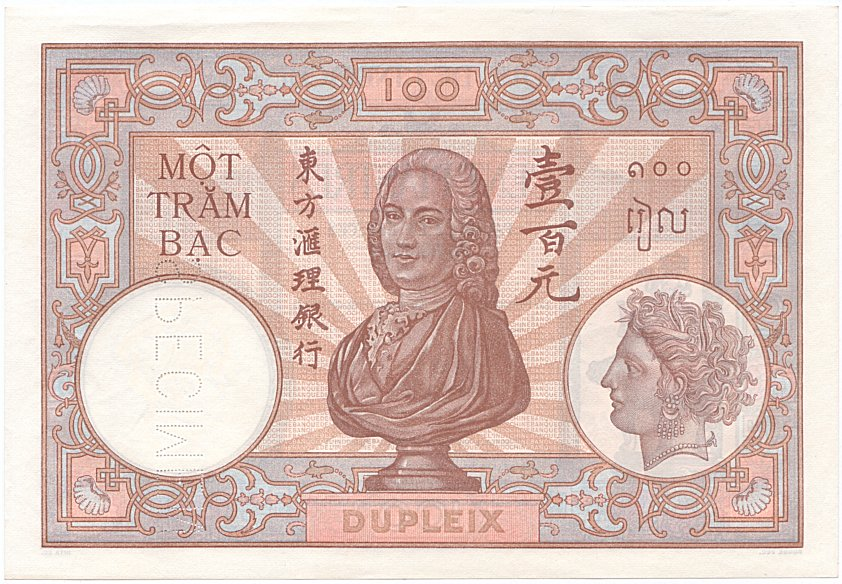
Đồng bạc Đông Dương tờ $100 ghi Hán tự: Đông phương hối lý ngân hàng tức Ngân hàng Đông Dương

Theo nghị định ngày 21 Tháng Giêng, 1875 thì Ngân hàng Đông Dương cho lưu hành những tờ giấy bạc đầu tiên với ba mệnh giá: $5, $20, và $100. Loại này mặt trước ghi bằng hai thứ tiếng Pháp và Anh. Mặt sau ghi chữ Hán: Đông phương hối lý ngân hàng (東方滙理銀行). Trên các tờ giấy bạc thường có ghi dòng chữ:
L'art. 139 du code pénal punit des travaux forcés ceux qui auront contrefait ou falsifié les billets de banques autorisées par la loi.

Tạm dịch:
Điều 139 bộ luật hình sự quy định những kẻ làm giả giấy bạc, phát hành bởi các ngân hàng được pháp luật cấp phép, sẽ nhận hình phạt lao động khổ sai.

Kỳ thứ nhì năm 1893-6 thêm tờ $1; kỳ thứ ba 1903-7 thì bỏ phần tiếng Anh nhưng ghi thêm xuất xứ: Cao Miên (高綿), Lục Tỉnh (六省) cho khu vực miền nam và Đông Kinh (東京), An Nam (安南) cho khu vực miền bắc vì lúc đó đã hình thành Liên bang Đông Dương. Tổng cộng có nhiều thay đổi ít nhiều về hình thức, màu sắc. Tờ $20 được người Việt gọi là tờ "hoảnh", đọc trại âm "vingt" của Pháp.
Bắt đầu từ năm 1919 thì in thêm những tờ với mệnh giá: 10 cents, 20 cents, 50 cents. Sau cuộc Đại khủng hoảng kinh tế, đồng tiền mất giá nên đợt phát hành 1936-9 Nhà nước phải cho phát hành tờ $500. Năm 1940 với biến động chính trị ở chính quốc, Đệ tam Cộng hòa Pháp sụp đổ, bị thay thế bới chính phủ Vichy chủ trương hợp tác với Nhật Bản thì bên Đông Dương cho phát một loạt tiền giấy mới. Loại tiền này in thêm dòng chữ Phủ Toàn quyền Đông Dương (Gouvernement General de l'Indochine) thay vì Banque de l'Indochine như những tờ giấy bạc trước kia. Những tờ 10 cents, 20 cents, và 50 cents rồi tiếp theo là tờ 5 cents xuất hiện từ năm 1942 đến 1944. Tuy nhiên cũng trong khoảng thời gian đó thì những tờ giấy bạc mệnh giá $1 đến $500 vẫn giữ dòng chữ Banque de l'Indochine.
Sau Chiến tranh thế giới thứ hai người Pháp tái chiếm Đông Dương. Tình hình xáo trộn nên mãi đến năm 1947 mới phát hành những mẫu tiền mới, trong đó xuất hiện tờ $50 lần đầu tiên.
Năm 1952, Institut d'Emission des Etats du Cambodge, du Laos et du Vietnam (Viện Phát hành Quốc gia Việt, Miên, Lào) đảm nhận việc phát hành mẫu tiền giấy riêng cho mỗi nước nhưng có giá trị khắp ba nước. Chân dung vua Bảo Đại, quốc vương Sihanouk, và quốc vương Sisavang Vong xuất hiện trên tờ $1. Danh xưng piastre được dùng song hành với những tên bản xứ: riel cho Campuchia, kip của Lào, và đồng của Việt Nam. Tại Campuchia, các tờ bạc có mệnh giá 1, 5, 10, 100, và 200 đồng/riel được phát hành. Tại Lào là các tờ bạc 1, 5, 10 và 100 đồng/kip. Còn ở Nam Việt Nam là các tờ bạc 1, 5, 10, 100 và 200 đồng/đồng Việt Nam. Loại tiền này đến năm 1955 thì bị thu hồi, nhường chỗ cho tiền tệ của các quốc gia trên bán đảo Đông Dương.